# Hornokysucké podolie
Hornokysucké podolie je geomorfologický podcelek Turzovské vrchoviny. Je to  erozně denudačná brázda vytvořená v méně odolných slínovcích a pískovcích, je tvořena nivou řeky Kysuca a přilehlou pahorkatinou.  Nejvyšším vrcholem podcelku je (803 m n. m.) vysoká Buková na západním okraji území nad obcí Makov. 

## Vymezení
Zabírá úzký pás v jižní části území, táhnoucí se ze západu na východ v blízkosti řeky Kysuce, v celkové délce asi 30 km od Makova po Čadcu. Na severu sousedí na krátkém úseku s Jablunkovským mezihořím, pak však už pokračuje Turzovská vrchovina podcelky Predné vrchy a Zadné vrchy. Na západě a celém jihu až po Čadcu Hornokysucké podolie lemují Vysoké Javorníky (podcelek Javorníků), východním směrem v údolí Kysuce navazuje Krasňanská kotlina (podcelek Kysucké vrchoviny  a následně Javorský Beskyd, patřící do Kysuckých Beskyd. 

## Ochrana přírody
Západní část podcelku, přibližně po město Turzovka patří do CHKO Kysuce. 

## Doprava
Údolím Kysuce vedou významné komunikace; Čadcou na sever do Česka a Polska vedou silniční ( dálnice D3 a silnice I / 11 ) i železniční ( trať do Ostravy i do Zwardoń ) tahy. Z Čadce na Makov vede silnice II. třídy i železniční trať .